# Nico Van Kerckhoven
Nico van Kerckhoven (Lier, 14 de Dezembro de 1970) é um ex-jogador de futebol belga.  